# Michela Marzano
Pour les articles homonymes, voir Marzano (homonymie).
Maria Michela Marzano (née le 20 août 1970 à Rome) est une chercheuse, philosophe et écrivaine italienne. Engagée politiquement au sein de la gauche italienne, elle est élue députée au parlement italien en février 2013.

## Biographie
Michela Marzano a fait ses études secondaires au lycée Pio IX de Rome. Après son intégration à l'École normale supérieure de Pise, elle s’oriente vers des études de philosophie en suivant parallèlement un cursus de philosophie analytique et de bioéthique à l’université de Rome « La Sapienza ».
En 1998, elle soutient sa thèse à l’ENS sur le statut du corps humain qui la conduira progressivement à s’intéresser à ses champs de recherches actuels. Elle arrive en France en 1999, où elle intègre le CNRS en 2000. Depuis 2010, Michela Marzano est professeure de philosophie à l'université Paris-Descartes.
Elle travaille dans le domaine de la philosophie morale, politique et s’intéresse en particulier à la place qu’occupe aujourd’hui l’être humain, en tant qu’être charnel. L’analyse de la fragilité de la condition humaine représente pour elle le point de départ de ses recherches et de ses réflexions philosophiques. Sur le plan politique, elle dénonce l’idéologie libérale et le mythe de la « confiance en soi ». Éditorialiste à La Repubblica elle intervient régulièrement dans le débat public en Italie et en France.
Dans son ouvrage Légère comme un papillon, Michela Marzano révèle son anorexie et une partie de sa vie.

## Carrière politique
Candidate à Milan en Lombardie pour le Parti démocrate lors des élections générales italiennes de 2013, elle est élue députée le 25 février à la chambre des députés et pressentie pour entrer dans un gouvernement de coalition mené par Pier Luigi Bersani,. Elle fait partie de la Commission Justice de la chambre des députés depuis le 7 mai 2013, et a fait partie de la Commission Parlementaire pour l'enfance et l'adolescence du 2 juillet 2014 au 1er avril 2015. Le 4 mai 2015, elle vote contre l'Italicum, la nouvelle loi électorale adoptée par la Chambre. Le 24 février 2016, elle annonce que dans le cas où la loi sur les unions civiles ne prévoit pas la possibilité pour les couples de même sexe d'adopter un enfant, elle quittera  le Parti démocrate. Le 12 mai 2016, elle quitte effectivement le groupe parlementaire du  Parti démocrate pour désaccord sur la question ci-dessus. Elle passe au groupe mixte tout en continuant à soutenir la majorité.

## Publications
- Penser le corps, PUF, 2002  (ISBN 2130506836)
- La pornographie ou L'épuisement du désir, Buchet-Chastel, 2003  (ISBN 2283019354)
- La fidélité ou L'amour à vif, Buchet-Chastel, 2005  (ISBN 2283020603)
- Alice au pays du porno (avec Claude Rozier), Ramsay, 2005  (ISBN 2841147037)
- Le corps : films X : y jouer ou y être, entretien avec Ovidie, Autrement, 2005  (ISBN 2746706547)
- Malaise dans la sexualité : le piège de la pornographie, JC Lattès, 2006  (ISBN 2709628147)
- Je consens, donc je suis... : éthique de l’autonomie, PUF, 2006  (ISBN 2130556515)
- Philosophie du corps, PUF, 2007  (ISBN 9782130555063)
- Dictionnaire du corps, PUF, 2007  (ISBN 2130550584)
- L'éthique appliquée, Paris, PUF, coll. « Que sais-je ? », 2010
- Extension du domaine de la manipulation : de l'entreprise à la vie privée, Grasset, 2008  (ISBN 9782246733713)
- Le fascisme : un encombrant retour ?, Paris, Larousse, coll. « Philosopher », 2009.
- Le contrat de défiance, Grasset, 2010. publié ensuite chez Pluriel en mai 2012 sous le titre Éloge de la confiance  (ISBN 9782818502181)
- Légère comme un papillon (trad. de l'italien), Paris, Grasset, 2012, 352 p. (ISBN 978-2-246-79439-4)
- Tout ce que je sais de l'amour, Paris, Stock, 2014, 216 p. (ISBN 978-2-234-07723-2)
- Papa, maman, le genre et moi, Paris, Albin Michel, 2017, 216 p. (ISBN 978-2-226-39795-9)
- Mon nom est sans mémoire, Paris, Stock, 2022, 300 p. (ISBN 2234091322)